# Glaž

Desarrollo territorial de Bosnia durante la Edad Media; con la župa de Glaž.

Glaž es el nombre de una parroquia medieval ubicada en el territorio de los actuales municipios de Gradiška y Laktaši, en Bosnia y Herzegovina. Según la investigación de Miloš Blagojević, la parroquia de Glaž se formó durante el dominio bosnio a partir de una parte de la župa de Vrbas, abarcando el área al este de los ríos Jurkovica y Osorna hasta el río Vrbas, y desde el río Sava en el norte hasta el río Crkvena en el sur. Pertenecía a la región de Donji Kraji.
Antes de la expansión del Reino de Bosnia bajo Tvrtko I a expensas de Hungría, una parte de la región de Donji Kraji, incluida la parroquia de Vrbas, estuvo durante mucho tiempo bajo el gobierno de la nobleza húngara y croata. El gran duque Hrvoje Vukčić Hrvatinić anexó la župa de Vrbas a Donji Kraji y al Reino de Bosnia después de 1383, cuando el anterior administrador húngaro mencionado fue Iván, hijo de Vladislav, comes et castellanus de Vrbaz. En el año 1391, Dragiša Vukčić es citado como el župan (gobernador) de Glaž. En un documento de Hrvoje Vukčić de 1412, se mencionan como testigos el duque Ivaniš Dragišić de Glaž y Petar Jočić de Vrbas.
Al año siguiente, en 1413, Hrvoje perdió las parroquias de Vrbas y Sana. La parroquia de Vrbas quedó entonces bajo la administración del canciller Eberhard de Alben y, posteriormente, en 1433, pasó a manos del príncipe Iván Blagajski. Tras el nuevo matrimonio de su viuda Dorotea, la propiedad fue heredada por el príncipe Martín Frankopan. La parroquia de Glaž permaneció bajo el dominio bosnio hasta la conquista otomana en 1463. Sus herederos fueron los descendientes de Dragiša Vukčić: su hijo, el knez Ivaniš Dragišić, y sus nietos, Pavle, Marko y Juraj.

## Asentamientos
La antigua ciudad de Glaž, junto con su suburbio Sreda, se encontraba en el territorio de las actuales dos aldeas de Sređani, situadas aproximadamente a 20 km al sureste de Gradiška, a pocos kilómetros al oeste del río Vrbas. El rey Esteban Tomás confirmó en un documento de 1446 la ciudad de Glaž y su suburbio Sreda como herencia para los hijos del duque Ivaniš Dragišić. Del contenido de dicho documento se deduce que en la parroquia de Glaž existían dos asentamientos urbanos: Glaž y Tetumio. Se presume que Tetumio se encontraba en el lugar donde hoy se ubica Laktaši. En la misma confirmación real, también se reconoció como propiedad de la familia Dragišić (Hrvatinić) una aldea en Gradištih, que pertenecía al distrito de la ciudad de Gradiška y limitaba con la parroquia de Glaž. Gradiška era un centro clave para el comercio de tránsito entre Eslavonia y el noroeste de Bosnia.
Radivoj Ostojić, hermano del rey Esteban Tomaš, obtuvo por matrimonio la posesión de Levač, que incluía una aldea y un castillo con el mismo nombre dentro de la parroquia de Glaž. De esta propiedad proviene el nombre de Lijevče polje, una extensa llanura aluvial ubicada en la margen izquierda del curso inferior del río Vrbas. En Lamincima se han hallado restos arqueológicos que se identifican con la fortificación de Levač, situada a 7 km al oeste de Glaž y 8 km al sureste de Gradiška.